# Бліч
«Бліч» (яп. ブリーチ, англ. Bleach) —  манґа, авторства манґаки Кубо Тайто. Вперше з'явилась у номері журналу Shonen Jump за серпень 2001 року. Перший том вийшов 5 січня 2002 року. На сьогодні нараховує 74 танкобони, випуск манґи завершився в серпні 2016 року.
На сьогодні в Японії продано понад 50 млн копій манґи. Автор оригінальної історії Кубо Тайто, у 2005 році за цей твір здобув премію видавництва Shogakukan.
На основі манґи анімаційною студією Studio Pierrot створено аніме-серіал (перший сезон). Прем'єра серіалу відбулася на телеканалі TV Tokyo 5 жовтня 2004 року. Остання, 366 серія першого, вийшла на цьому ж каналі 27 березня 2012 року. 11 жовтня 2022 вийшла перша серія сиквелу, який завершує історію цієї франшизи.
Окрім аніме, зняті два OVA та чотири анімаційні фільми, також з'явилася велика кількість відеоігор, мюзикл та колекційна карткова гра.
Видавництво Shueisha займається новелізацією манґи: у 2004 та 2006 роках було опубліковано дві книги, написані спільно Кубо Тайто та Макотою Мацубарою.
Центральний персонаж «Бліч» — п'ятнадцятирічний школяр Куросакі Ічіґо, який випадково отримує надприродні сили шиніґамі — «богів смерті». Наділений їх здібностями, Ічіґо вимушений битися із злими духами, захищати людей та відправляти душі померлих у потойбічний світ.

## Назва
Дослівно «Бліч» (англ. Bleach) перекладається як «вибілювання» або «білизна». Точно невідомо, чому Кубо Тайто вибрав таку назву, але є кілька припущень.
За однією із версій, коли японці вибілюють волосся, колір іноді виходить не білим, а помаранчевим, як у головного героя Куросакі Ічіґо. У манзі є сцена, коли хлопець із знебарвленим волоссям звинувачує Ічіґо, що той «вкрав» його зачіску (хоча колір волосся Ічіґо насправді натуральний). Можливо, однокласники вважають, що Ічіґо знебарвлює волосся.
За іншою версією, «білизна» — натяк на духів, які в примарній формі мають білий колір, або ж на шиніґамі, які очищають, тобто «вибілюють» душі, перед відправленням їх в інший світ. Крім того, одяг Рукії перетворився на білий, коли Ічіґо відняв її духовну енергію.
Ще одна популярна версія пов'язана з тим, що Кубо Тайто любить музику групи Nirvana та назвав манґу на честь однойменного альбому «Bleach». В інтерв'ю Кубо Тайто дійсно сказав, що є фанатом цієї групи, проте офіційно дана теорія не підтверджена.

## Виробництво
Кубо Тайто в інтерв'ю розповідав, що ідея манґи зародилася у нього тоді, коли виникло бажання намалювати шиніґамі в кімоно. Це послужило основою для дизайну Рукії Кучікі. Ідея була запропонована редакторам журналу Shonen Jump незабаром після припинення випуску Zombie Powder, попередньої манґи Куби. Він планував опублікувати «Бліч» максимум за п'ять років. В планах автора не було складної ієрархичної структури суспільства шиніґамі.
Назви в «Бліч» Кубо запозичував з іноземних мов, музики, архітектури та кінематографу. Імена багатьох мечів та заклинань походять зі стародавньої японської літератури, Порожні мають імена з іспанської мови, а назви предметів раси Квінсі взяті з німецької. Кубо особливо захоплений іспанською, яка здається йому «чарівною» та «соковитою».
Авторська любов до надприродного та монстрів прийшла після прочитання манґи Мідзукі Шіґеру Ge Ge Ge no Kitaro, а велика кількість битв та інтерес до зброї — від манґи Saint Seiya Курумади Масамі, яку Кубо любив у дитинстві. Він також згадував, що зацікавився міфами та загробним життям завдяки Saint Seiya, яка заснована на старогрецькій міфології. Атрибути бойовику та особливості сюжетного оповідання взяті зі світу кіно, хоча автор не назвав конкретних фільмів, які надихали його на малювання сцен битв. Автор пояснював, що малює сцени битв, слухаючи рок-музику: таким чином йому легше придумувати позиції персонажів. Він також прагне малювати реалістичні поранення, аби читачі самі відчули біль, який відчувають герої.
Творчий процес автора зосереджується на створенні дизайну персонажів. Коли Кубо роздумує над сюжетом або відчуває труднощі з новим матеріалом, він починає зі створення персонажів та перечитує попередні томи манґи. Він згадував, що любить придумувати несподіваних персонажів, чия зовнішність дає помилкове уявлення про їх характер, оскільки його «приваблюють люди з суперечливим характером».
Найважче в роботі над манґою — це необхідність укладатися в терміни видавців — щотижня малювати 19 сторінок. Кубо допомагає три асистенти, проте, всіх персонажів та ключові сцени йому доводиться малювати одному. Навіть якщо я хочу більше уваги приділити якійсь конкретній сцені, яку я вважаю важливою, — розповідав автор, — я не маю такої можливості через брак часу.

## Світ
Серіал має велику кількість персонажів, які належать до різних рас, входять в різні клани та групи і використовують своєрідний сленг, вигаданий Кубо Тайтом.
Всесвіт Bleach розділений на дві частини — Світ людей та Загробне життя. В Загробному житті душі людей знаходяться чи в раю, який називається Світ Душ, чи в пеклі. Якщо душа помирає в Світ Душ, то вона народжується у світі людей.
Світ людей — дуже схожий на сучасну Японію. Сюжет концентрується переважно території західного Токіо, яка в творі називається Каракурою. В цьому світі Ічіґо ходить в школу та веде майже нормальне життя
Світ Душ (яп. 尸魂界) або Soul Society (яп. ソウル・ソサエティ) — світ шиніґамі і те місце, куди звичайні люди вирушають після смерті.
Спочатку Кучікі Рукія описує Світ душ як якусь подібність раю, де всі живуть щасливо і ніхто не голодує. Оскільки Рукія померла в ранньому дитинстві і живе у Світі душ дуже давно, вона, можливо, не має чіткого уявлення про земний світ, тому не здатна на адекватну оцінку. Насправді, у Світі душ теж є свої проблеми, наприклад, неблагополучні райони.
У центрі Світу душ розташовано величезне місто шиніґамі Сейрейтей (яп. 瀞霊廷), «Двір чистих душ». Сейретей обгороджений стінами і непогано захищений, але звичайні душі живуть не в ньому, а в околицях, які називаються Руконґай (яп. 流魂街), «Місто блукаючих духів». У свою чергу, Руконґай також складається з великої кількості районів, які сильно відрізняються один від одного. У аніме і манзі нічого не говориться про те, чи патрулюють шиніґамі вулиці Руконґаю. Якщо вони і виходять з міста, то тільки за своїми обов'язками, тому найближчій до Сейрейтею район найблагополучніший, там панує закон та порядок, але чим далі від Сейрейтею, тим більше злочинності та бідності.
Тут же знаходиться Академія шиніґамі, де протягом шести років студенти осягають майстерність володіння мечем і вчаться управляти духовною енергією. Академія була створена Ямамото Шіґекуні приблизно за 2000 років до початку сюжетної лінії «Бліч».
Мешканці Світу Душ не безсмертні, хоча шиніґамі доживають деколи до 2000 років. Рани, отримані в бою, цілком можуть виявитися фатальними, хоча шиніґамі здатні витримувати дуже важкі битви та видужувати в таких обставинах, в яких земна людина давно б померла. Душа, яка вмирає у Світі Душ, втрачає всі свої спогади, перероджується і повертається на Землю як проста людина.
Шиніґамі переміщаються між світами через «Сенкаймон» (яп. 流魂街) за допомогою чорного метелика, який називають «метеликом пекла» (яп. 地獄蝶).
Хуеко Мундо (яп. 虚圏（ウェコムンド) — це пустинна область між світом людей і Світом Душ. Сама назва походить від ісп. Mundo Hueco — «порожній світ» або «світ порожніх». Тут живуть порожні в той час, коли не полюють за душами на Землі. Хуеко Мундо заповнений сіруватим піском, схожим на кристали солі, іноді зустрічаються кварцові дерева. Потрапити сюди можна тільки одним шляхом — розірвавши просторову тканину.

### Раси
Люди — живуть в реальному світі і схожі на сучасних японців. Більшість з них не можуть бачити або відчувати духів або шиніґамі, лише один з 50,000 може яким-небудь чином здогадуватися про існування поблизу духа і лише третина таких людей можуть нормально їх бачити. Люди можуть отримати здатність бачити духів та навіть битися з ними, побувавши поряд з сильним джерелом духовної енергії.
Плюси — духи, також знані як повні. Це дух померлої людини. Дух з тілом зв'язує Ланцюг Долі, поки він неушкоджений, людину можна оживити. Якщо ланцюг зламаний, то він може прив'язатися до місця смерті людини або залишитися вільним. Якщо ланцюг прив'язаний до місця, дух залишається блукати навколо нього. Вільний ланцюг починає іржавіти. Як тільки весь ланцюг проржавіє, дух стає «мінусом». Мета шиніґамі — відправляти плюсів в Світ душ, здійснюючи обряд поховання душі (яп. 魂葬, англ. soul burial). Якщо ланцюг вирваний з грудей духу, це також веде до перетворення плюса в мінус.

#### Порожні
Порожні (яп. 虚, англ. Hollow) або «мінуси» — злі духи. Коли людина вмирає, вона може вирушити у Світ душ або в пекло. Порожні — людські душі, які впали у відчай, дуже довго перебували в людському світі після смерті або зазнали нападу інших порожніх. Кожна душа, яку після смерті не супроводжували в Світ душ, — потенційний порожній. Процес перетворення на порожнього може зайняти місяці (або навіть більше), залежно від довжини Ланцюга Долі (яп. 因果の鎖), який тягнеться з того місця, де у людей розташовано серце. Чим довше душа залишається в земному світі, тим більше вона деградує та руйнується Ланцюг Долі. В той момент, коли Ланцюг повністю зникає, душа перетворюється на величезне потворне створіння з білою маскою і діркою на тому місці, куди раніше приєднувався Ланцюг.
Душа, що перетворилася на порожнього, не обов'язково за життя була злою. Людина може стати примарою та чіплятися за світ з добрими намірами: наприклад, наглядати за дорогими людьми, захищати якесь конкретне місце та тому подібне. Проте примари практично не можуть взаємодіяти зі світом живих, тому з часом озлоблюються, розчаровуються в своїх цілях або, навпаки, стають одержимими. Вони можуть почати переслідувати близьких людей. Коли примара стає порожнім, віна не може повернутися до колишнього стану і приречена пожирати інші душі. Тому багато порожніх зайнятий тільки пошуками «найапетитніших» жертв, і нічим більш.
Відмінною рисою порожніх є маска, зовнішній вигляд якої може розрізнятися. Зазвичай вона біла та схожа на череп. Якщо Порожній скинув маску, він може на нетривалий час відновити здоровий глузд.
Порожні живуть в альтернативній реальності Хуеко Мундо, яка розташована між Землею та Світом душ («раєм»). Вони іноді вирушають в реальний світ, щоб харчуватися душами живих людей, де особливо небезпечні, оскільки більшість людей не можуть їх бачити. Щоб справлятися з порожніми, земний світ патрулюють шиніґамі.

#### Шиніґамі
Шиніґамі (яп. 死神) — вигадана раса з аніме і манґи «Бліч», воїни та маги, які володіють духовною енергією. Слово шиніґамі в перекладі з японської означає «Бог смерті». Шиніґамі невидимі для звичайних людей та живуть в особливому місці, названому Світ душ. Вони патрулюють людський світ, відправляють в пекло тих, хто зробив жахливі гріхи за життя, знищують порожніх, а також допомагають душам («плюсам») потрапити у Світ душ.
Шиніґамі володіють різними надприродними здібностями, пов'язаними з маніпуляцією духовною енергією рейацу (яп. 霊圧). Велика частина таких здібностей дається завдяки мечу дзампакто.
Дзампакто (яп. 斬魄刀) — меч, є основною зброєю Шиніґамі. Зовні дзампакто виглядає як звичайна катана, хоча форма може відрізнятися залежно від характеру власника і рівня його майстерності. За допомогою цього меча шиніґамі б'ються з порожніми і один з одним, відправляють душі, що заблукали, у Світ Душ. Люди, які зробили страшні гріхи (наприклад, вбивство), потрапляють в пекло: людську душу необхідно розрубати за допомогою дзампакто, і тоді перед померлою людиною відкриваються величезні брами пекла.
Будь-який шиніґамі приписаний до якого-небудь загону, будь він капітаном, лейтенантом, офіцером або рядовим. Ці загони носять назву Ґотей-13 (яп. 護廷十三隊). Кожен з шиніґамі по-своєму важливий для загону. Ґотей-13 очолюються капітанами — найсильнішими шиніґамі цього загону. Також у кожного капітана є свій лейтенант.
Квінсі (яп. 滅却師) — як і шиніґамі, вони б'ються із злими духами, «порожніми».
Квінсі були практично повністю знищені шиніґамі приблизно за 200 років до початку основної сюжетної лінії «Бліч». В наш час[коли?] відомі тільки два представника цього клану — Ішіда Урю та його батько Ішіда Рюкен.
На відміну від шиніґамі, що насамперед покладаються на меч, квінсі використовують лук та стріли. Вони створені з частинок духовної енергії, яку витягають з навколишнього світу, — в протилежність шиніґамі, які використовують власну внутрішню духовну енергію. Згідно з аніме, ранні квінсі стріляли як з довгих луків, так і з арбалетів.
Лук квінсі матеріалізується завдяки предмету під назвою «Хрест квінсі» (яп. 滅却十字), який має різні форми. Хрест, як фірмовий знак квінсі, часто з'являється на їх одязі та будь-яких предметах. Його форма різна, наприклад, Урю використовує кельтський хрест, а Рюкен — пентаграму.
Квінсі можуть створювати та випускати стріли в будь-якій кількості, залежно від їх особистої витривалості та здатності поглинати частинки енергії із зовнішнього світу. Вони також використовують різноманітні пристосування в бою, які посилюють їх власників або служать додатковою зброєю.
Квінси дуже відмінні від шиніґамі і за методами боротьби з порожніми, хоча як ті, так і інші переслідують благородні цілі. Шиніґамі відправляють душі, що очистилися, у Світ душ, і тим самим зберігають баланс між світами, а квінсі повністю знищують порожніх (і душу, якою він був колись). Таким чином, порушується баланс, чаша вагів схиляється на одну сторону, та обидва світи опиняються в небезпеці. Ця небезпека, а також гордість квінсі та небажання шукати компроміс привела до війни між шиніґамі та квінсі, яка закінчилася перемогою шиніґамі та загибеллю багатьох квінсі.
І, нарешті, квінсі відрізняються зовнішнім виглядом. Уніформа шиніґамі — традиційна чорна хакама, а квінсі носять білу туніку з високим коміром, яка нагадує рясу католицьких священників. Тому квінсі виглядають по-іноземному, в західному стилі, на відміну від шиніґамі.
Залежні (Баунто) — своєрідний клан людей, які володіють безсмертям за рахунок поглинення інших душ. З'явилися внаслідок невдалого наукового експерименту шиніґамі. Спочатку були вигнані з Світу Душ, потім практично повністю винищені шиніґамі в союзі з квінсі. Володіють Ляльками, які можуть бути сильнішими за дзампакто.
Арранкар — порожній, який зміг частково позбутися маски та отримати здібності шиніґамі. Арранкари дуже сильні, найсильніші володіють мечем, який за своїми функціями нагадує дзампакто. Зовні схожі на звичайних людей. Слово «Арранкар» походить від іспанського «arrancar» — «знімати», «видирати». Японською мовою пишеться як 破面 «зірвана маска», але вимовляється на іспанський зразок: арранкар (яп. アランカル). Дуже небагато порожніх можуть зняти маску, але навіть якщо у них це виходить або маску зривають насильно, то немає ні надбавки в силі, ні яких-небудь інших позитивних ефектів, але не так в арранкар. Процес створення арранкара з порожнього називається шиніґамі-ка (яп. 死神化).
Вайдзарди — дуже невелика група шиніґамі, які отримали сили та можливості порожніх. Складаються з 9-ти чоловік, група вайдзардів володіє величезною силою.
Чисті — це раса з'являється у повнометражному фільмі. У них немає спогадів. Мають червоні голови та білий одяг. Їх використовували як слуг.

Основні персонажі

## Медіа

### Манґа
Манґа «Бліч» вперше з'явилася в серпні 2001 року і відтоді щонеділі виходила в журналі Shonen Jump. Всього видано 74 танкобони «Бліч», куди увійшло 686 епізодів манґи.
Ліцензія в США належить видавництву Viz Media, проте, безліч сканлейтерських команд продовжують неофіційний переклад англійською.
Кожному танкобону передує коротка фраза або невеликий ліричний вірш, які Кубо Тайто пише сам: «Коли на мене находить натхнення, я записую ці рядки, а потім вибираю потрібні для сцени, над якою працюю в цей час».
Номери деяких розділів починаються із знаку «-» (мінус). Негативні числа означають, що події відбуваються до початку основної сюжетної лінії.

### Аніме
Аніме-серіал «Бліч» був створений студією Studio Pierrot та почав транслюватися 5 жовтня 2004 року на японському каналі TV Tokyo. Остання серія була показана 27 березня 2012 року. Всього вийшло 16 сезонів, які мають 366 серій.
15 березня 2006 року компанія Viz Media придбала у TV Tokyo та Shueisha права на англомовне видання серіалу, а також права на продаж статуеток, іграшок та інших товарів за тематикою серіалу в декількох інших компаній.
Прем'єра «Бліч» англійською мовою відбулася на канадському телеканалі YTV 8 вересня 2006 року.
В країнах СНД аніме поширюється компанією «Мега-аніме», яка оголосила про придбання ліцензії 12 жовтня 2007 року. Прем'єра російської версії відбулася восени 2008 року.

#### Показ в Україні
В Україні показ розпочався 4 жовтня 2010 року на телеканалі QTV. Ролі озвучували Андрій Альохін та Катерина Буцька.

### Повнометражні фільми
Два анімаційні фільми були створені компанією Toho, під керівництвом режисера Абе Норіюкі.
Сюжет фільмів не пов'язаний з основною сюжетною лінією «Бліч», і сценарій писався окремими людьми.
«Bleach: Memories of Nobody», який вийшов 16 грудня 2006 року, присвячений раптовій появі в рідному місті Ічіґо групи дивних духів. Ічіґо та Рукія вирушають на розвідку та стикаються із загадковою дівчиною-шиніґамі на ім'я Сенна.
Головним героєм другого фільму «Bleach: The DiamondDust Rebellion», який вийшов 22 грудня 2007 року, став капітан Тошіро Хіцуґая, один з найпопулярніших персонажів «Бліч».
Третій фільм Bleach: Fade to Black, I Call Your Name вийшов 13 грудня 2008 року. Сценарій був написаний Такахаші Нацуко, яка є сценаристом основного серіалу.
Четвертий фільм Bleach: Hell Verse вийшов у Японії 4 грудня 2010 року.
У 2016 році, після завершення випуску манґи, для Японії була анонсована фільм-адаптація манґи. Фільм зніматиметься студією Warner Bros, його вихід був запланований влітку 2018 року.

### Музика
Всього під маркою «Бліч» вийшло одинадцять музичних альбомів. Композитор музики — Шіро Саґісу.
Перший альбом Bleach Original Soundtrack 1 з'явився в травні 2005 року та складався з 25 композицій, включаючи відкриваючі та закриваючі мелодії аніме. Потім вийшов диск Bleach Original Soundtrack 2, а також альбоми до фільмів Bleach: Memories of Nobody, Bleach: The DiamondDust Rebellion та Bleach: Fade to Black, I Call Your Name.
Альбом компіляції Bleach: The Best містить повні версії 12-ти відкриваючих та закриваючих композицій аніме. 2008 року окремим диском вийшов Bleach Best Tunes з іншими дванадцятьма композиціями, а також Bleach Original Soundtrack 3.
Двацять дисків The Bleach Beat Collections, які виходять з 2005 року, включає в себе запис голосів сейю, які не лише співають, але й розповідають про персонажів. Крім того, до складу японських DVD-боксів з аніме включені п'ять радіопостановок.

### Ранобе
Кубо Тайто у співавторстві з Макотою Мацубарою за мотивами серії випустили два ранобе, опубліковані видавництвом Shueisha. Перша лайт-новела, під назвою Бліч: листи з іншої сторони (англ. Bleach: Letters from the other side), вийшла у 2004 році, другий, під назвою Бліч: рапсодія медової страви (англ. Bleach: The Honey Dish Rhapsody), — у 2006 році.
Також вийшли новелізації трьох фільмів: Memories Of Nobody, The DiamondDust Rebellion та Fade to Black, Kimi no Na o Yobu.
| № | Назва                                                                   | Дата виходу    | ISBN               |
| - | ----------------------------------------------------------------------- | -------------- | ------------------ |
| 1 | Бліч: листи з іншої сторони (англ. Bleach: Letters from the other side) | 15 грудня 2004 | ISBN 4-08-703149-7 |
| 2 | Бліч: рапсодія медової страви (англ. Bleach: The Honey Dish Rhapsody)   | 30 жовтня 2006 | ISBN 4-08-703173-X |

### Відеоігри
Більшість ігор вийшли тільки в Японії. Як правило, компанія Sony Computer Entertainment видає ігри для ігрових приставок Sony, тоді як Sega займається лінійкою для Nintendo Gamecube, а Treasure Co. Ltd. — для Nintendo DS.

### Рок опера

Обкладинка DVD «Rock Musical BLEACH»

Rock Musical BLEACH — рок-опера, заснована на манзі та аніме '«Бліч»'.
Опера була створена за участю компаній Studio Pierrot та Nelke Planning. Сценарій адаптований Наоші Окумурою, режисер — Такуя Хімаріцу. Прем'єра відбулась з 17 серпня 2005 року в Токіо.

#### Сюжет
На сьогодні[коли?] з'явилося 5 мюзиклів із різними сюжетними лініями.
У першому Rock Musical Bleach — Saien Куросакі Ічіґо стає шиніґамі, Кучікі Рукія повертається у Світ душ, за нею вирушають Ічіґо, Іноуе Оріхіме та Садо Ясутора. Сюжет закінчується сценою, де Ічіґо перемагає Абарая Ренджі.
У другій версії мюзикла, яка з'явилася в січні 2006 року, було декілька незначних змін: додані деякі пісні, а також з'являється шиніґамі Кіра Ідзуру. В той же час вишли і DVD з версіями цих рок-опер.
Мюзикл Rock Musical Bleach — Dark of the Bleeding Moon розповідає про те, як Ічіґо зустрічається з 11 загоном Ґотей-13, а Рукія готується до страти.
У No Clouds in the Blue Heavens розповідається про страту Рукії та розкривається план Айдзена. У кінці Ічіґо рятує Рукію, а Айдзен, Тосен та Ґін покидають Світ душ.
Мюзикл The All об'єднує всі попередні рок-опери в одну.

## Сприйняття

### Манґа
Перший том «Бліч» в Японії розійшовся тиражем більше 1,25 млн копій, а загальна кількість проданих японських танкобонів склала більше 50 млн. 2005 року манґа здобула престижну премію від видавництва Shogakukan в категорії «сьонен». В США продажи також були успішними, зокрема, 16-й том потрапив з десятку найкращих коміксів грудня 2006 года, а том 17 став найуспішнішою манґою лютого 2007 року.
У 2008 році в Японії було продано 874,153 копій 34 тому «Бліч», таким чином, манґа потрапила на 12-е місце в списку найуспішніших манґа року. Томи 33 та 35 зайняли відповідно 17 та 18 місце. Загальна кількість проданих копій за 2008 рік склала більше 3 млн екземплярів, що зробло «Бліч» п'ятим в списку найуспішніших манґа року.

### Аніме
Згідно з опитуванням, яке проводилося в 2006 році на офіційному сайті японського каналу TV Asahi, аніме «Бліч» увійшло в список найулюбленіших телепрограм японців. У попередньому році серіал також увійшов в цей список. В США «Бліч» був номінований на декілька премій American Anime Awards.

### Виноски
1. 1 2 3  The Official Website for Bleach. Viz Media. Архів оригіналу за 16 червня 2023. Процитовано 23 червня 2023.
2. 1 2 3  QTV телепрограма, QTV програма | QTV телеканал. qtv.ua. 27 грудня 2011. Архів оригіналу за 27 грудня 2011. Процитовано 24 липня 2019.
3. ↑  Hodgkins, Crystalyn (3 жовтня 2022). Bleach: Thousand-Year Blood War Anime Streams on Hulu in U.S., Disney+ Internationally. Anime News Network. Архів оригіналу за 3 жовтня 2022. Процитовано 3 жовтня 2022.
4. ↑  Bleach 1. Shueisha. Архів оригіналу за 21 червня 2013. Процитовано 28-04-2008.
5. ↑  2ch Jump Log (яп.). Архів оригіналу за 8 травня 2008.
6. ↑  公開初日に人気声優陣が集結！ (яп.). Архів оригіналу за 22 квітня 2008.
7. 1 2  Shogakukan mangasho (яп.). Shogakukan. Архів оригіналу за 21 червня 2013. Процитовано 27 квітня 2008.
8. ↑  しょぼいカレンダー Список епізодів аніме. しょぼいカレンダー. Архів оригіналу за 21 червня 2013. Процитовано 10 лютого 2019.
9. ↑  Official Bleach TCG :: Score Entertainment (англ.). Архів оригіналу за 26 січня 2021. Процитовано 25 вересня 2008.
10. 1 2 3 4  Чому Тайт Кубо назвав «Бліч» «Блічом»? (англ.). Yahoo! Answers. Архів оригіналу за 25 серпня 2011. Процитовано 27 квітня 2008.
11. ↑  Why is the show calles "Bleach" (англ.). Tv.com. Архів оригіналу за 21 червня 2013. Процитовано 27 квітня 2008.
12. ↑  Bleach FAQ (англ.). Livejournal. Архів оригіналу за 21 червня 2013. Процитовано 27 квітня 2008.
13. ↑  Why "Bleach" What's with the title..? (англ.). narutofan.com. Архів оригіналу за 15 квітня 2008. Процитовано 27 квітня 2008.
14. 1 2 3  Деб Аокі. Interview: Tite Kubo (англ.). About.com. Архів оригіналу за 21 червня 2013. Процитовано 23 листопада 2008.
15. 1 2  Charles Solomon (28 серпня 2008). Creator Tite Kubo surprised by «Бліч» success (англ.). The Los Angeles Times. Архів оригіналу за 31 серпня 2008. Процитовано 23 листопада 2008.
16. ↑  Дэб Аоки. Interview: Tite Kubo (англ.). About.com. Архів оригіналу за 21 червня 2013. Процитовано 23 листопада 2008.
17. 1 2  Інтерв'ю з Тайто Кубо. Манґа Bleach. том 6
18. ↑  Tite Kubo's Big Comic-con Adventure! Манґа Bleach. том 6.
19. ↑  Деб Аокі. Interview: Tite Kubo (англ.). About.com. Архів оригіналу за 25 серпня 2011. Процитовано 25 вересня 2008.
20. 1 2  kai-ming Cha (4 серпня 2008). Kubo Comes to Comic-con (англ.). Publishers Weekly. Архів оригіналу за 21 червня 2013. Процитовано 23 листопада 2008.
21. ↑  Sparrow, A. E. SDCC 08: An Audience With Bleach's Creator. IGN. Архів оригіналу за 21 червня 2013. Процитовано 7 березня 2009.
22. ↑  Angela Hanson (30 січня 2008). Bleach: Dictionary of Death (англ.). Wizard Entertainment. Архів оригіналу за 18 вересня 2008. Процитовано 8 січня 2009.
23. ↑  zac Bertschy (30 вересня 2005). Bleach GN 8 - Review. Anime News Network (англ.). Архів оригіналу за 22 січня 2009. Процитовано 8 січня 2009.
24. ↑  Kubo, Tite (2006). Bleach Official Character Book SOULs. Tokyo, Japan: Shueisha, 31. ISBN 4-08-874079-3
25. ↑  Merriam-webster Online. Архів оригіналу за 5 липня 2008. Процитовано 27 квітня 2008.
26. ↑  Другий том манґи, розділ 12
27. ↑  Кубо, Тайт (2006). глава -17. Bleach, том 15. Viz Media. ISBN 1-4215-0613-0.
28. ↑  Кубо, Тайт (2006). глава 155. Bleach, том 18. Viz Media. с. 129. ISBN 1-4215-0241-0.
29. ↑  Кубо, Тайт. Bleach Official Character Book Souls. — Токіо: Shueisha, 2006. ISBN 4-08-874079-3
30. ↑  Манґа Bleach, розділ 48 та розділ 178
31. ↑  Яку можна побачити, наприклад, в 111 серії аніме «Бліч».
32. ↑  Bleach (Vol. 3) Advance Review. ACTIVEANIME (англ.). Архів оригіналу за 12 квітня 2008. Процитовано 6 квітня 2008.
33. ↑  The Click. July 28 - August 3. Anime News Network (англ.). 28 липня 2007. Архів оригіналу за 27 квітня 2008. Процитовано 6 квітня 2008.
34. ↑  «Бліч» (манґа) (яп.). Архів оригіналу за 20 лютого 2009.
35. ↑  Bleach (manga) - Anime News Network. Anime News Network. Архів оригіналу за 18 січня 2008. Процитовано 15 січня 2008.
36. ↑  Поговоримо про Bleach: Інтерв'ю з Кубо Тайтом і Морітой Масакадзу (англ.). Bleach Exile. Архів оригіналу за 11 березня 2012. Процитовано 27 березня 2008.
37. ↑  Viz Media named master licensor for hit Japanese action manga Shonen Jump's Bleach (англ.). Viz Media. Архів оригіналу за 4 травня 2007.
38. ↑  Viz Announces Bleach Merchandise Licenses (англ.). Anime News Network. Архів оригіналу за 26 березня 2007. Процитовано 7 березня 2009.
39. ↑  Форум Mega-Anime (рос.). Мега-Аниме. Архів оригіналу за 21 червня 2013. Процитовано 7 березня 2009.
40. ↑  劇場版BLEACH －ブリーチ－ MEMORIES OF NOBODY (яп.). Toho. Архів оригіналу за 21 червня 2013. Процитовано 7 березня 2009.
41. ↑  劇場版BLEACH　-ブリーチ－　The DiamondDust Rebellion　もうひとつの氷輪丸 (яп.). Toho. Архів оригіналу за 27 вересня 2007. Процитовано 7 березня 2009.
42. ↑  Тайто Кубо. Епізод 209. Bleach. 2006 том 24 ISBN 4-08-874262-1
43. ↑  Muhyo & Roji's Nishi to Launch Bokkesan Manga. Anime News Network. Архів оригіналу за 5 березня 2009. Процитовано 8 березня 2009.
44. ↑  Third Bleach Film, First Major Film Have Titles, Dates. Anime News Network (англ.). Архів оригіналу за 22 лютого 2009. Процитовано 7 березня 2009.
45. ↑  Natsuko TAKAHASHI (англ.). Anime News Network. Архів оригіналу за 16 березня 2009. Процитовано 7 березня 2009.
46. ↑  December's Bleach: Jigoku-Hen Film Overseen by Kubo. Anime News Network. Архів оригіналу за 1 квітня 2014. Процитовано 4 травня 2014.
47. ↑  Live-action Bleach movie in development at Warner Bros. Архів оригіналу за 15 червня 2018. Процитовано 10 березня 2018.
48. ↑  Bleach Manga Gets Live-Action Film in 2018 Starring Sōta Fukushi. Архів оригіналу за 18 серпня 2016. Процитовано 10 березня 2018.
49. ↑  Bleach OST 1. MusicBrainz. Архів оригіналу за 11 жовтня 2007.
50. ↑  BLEACH DOUBLE DISC. www.play-asia.com (англ.). Архів оригіналу за 21 червня 2013. Процитовано 7 березня 2009.
51. ↑  BLEACH BEST TUNES(DVD付). Amazon.co.jp. Архів оригіналу за 21 червня 2013. Процитовано 7 березня 2009.
52. ↑  Bleach Beat Collection. Архів оригіналу за 14 жовтня 2008. Процитовано 7 березня 2009.
53. ↑  Серія книг з Bleach. Shueisha. Архів оригіналу за 25 серпня 2011. Процитовано 15 квітня 2008.
54. ↑  1 том. amazon.co.jp (яп.). Архів оригіналу за 6 грудня 2010.
55. ↑  2 том. amazon.co.jp (яп.). Архів оригіналу за 11 лютого 2016.
56. ↑  Bleach Rock Musical (musical special). Anime News Network. Архів оригіналу за 10 квітня 2008. Процитовано 5.04.2008.
57. 1 2  BLEACH: Смерть та полуниця. 6 квітня 2007. Архів оригіналу за 21 червня 2013. Процитовано 6 травня 2008.
58. ↑  jump Log (яп.). Архів 2ch оригіналу за 8 травня 2008. Процитовано 28 квітня 2008.
59. ↑  Обкладинка до фільму (яп.). Toho Co. Архів оригіналу за 22 квітня 2008. Процитовано 28 квітня 2008.
60. ↑  Топ 100 коміксів (англ.). Icv2. 16 січня 2007. Архів оригіналу за 25 серпня 2011. Процитовано 28 квітня 2008.
61. ↑  Топ 100 коміксів (англ.). Icv2. 20 березня 2007. Архів оригіналу за 21 червня 2013. Процитовано 28 квітня 2008.
62. ↑  Civil War Finale Tops the Charts (англ.). Icv2. 20 березня 2007. Архів оригіналу за 21 червня 2013. Процитовано 28 квітня 2008.
63. ↑  2008's Top-Selling Manga in Japan, #1-25. Anime News Network (англ.).
64. ↑  2008's Top-Selling Manga in Japan, by Series (англ.). Anime News Network. Архів оригіналу за 1 грудня 2016. Процитовано 4 травня 2009.
65. ↑  Japan's Favorite TV Anime. Anime News Network (англ.). Архів оригіналу за 15 червня 2018.
66. ↑  TV Asahi Top 100 Anime Part 2. Anime News Network (англ.). Архів оригіналу за 9 липня 2014. Процитовано 7 березня 2009.
67. ↑  NYCC 07: The top five finalists for the first American Anime Awards (англ.). American Anime Awards. Архів оригіналу за 25 серпня 2011. Процитовано 7 березня 2009.